# Cratoptera zarumata
Cratoptera zarumata là một loài bướm đêm trong họ Geometridae.